# Kouřim
Kouřim är en stad i Tjeckien.   Den ligger i distriktet Okres Kolín och regionen Mellersta Böhmen, i den centrala delen av landet, 40 km öster om huvudstaden Prag. Kouřim ligger 270 meter över havet och antalet invånare är 1 772.
Terrängen runt Kouřim är lite kuperad. Runt Kouřim är det ganska tätbefolkat, med 54 invånare per kvadratkilometer. Närmaste större samhälle är Kolín, 16,2 km öster om Kouřim. Trakten runt Kouřim består till största delen av jordbruksmark.